# Malciaussia
 (novembre 2015).
Si vous disposez d'ouvrages ou d'articles de référence ou si vous connaissez des sites web de qualité traitant du thème abordé ici, merci de compléter l'article en donnant les références utiles à sa vérifiabilité et en les liant à la section « Notes et références ».

Malciaussia est une frazione de la commune d'Ussel, dans la ville métropolitaine de Turin.
Situé dans les vallées de Lanzo, plus précisément dans la vallée de Viù, c'est le dernier village accessible uniquement en été à partir de la route principale. Ussel, comme toutes les communes de la vallée, fait partie de l'Unione dei Comuni montani delle Alpi Graie.
Dans le village il y a le lac de Malciaussia, un réservoir qui prend le nom du hameau.